# Georges Housiaux
Georges Housiaux (Tihange, 15 januari 1914 -  3 juni 1988) was een Belgisch volksvertegenwoordiger en senator.

## Levensloop
Housiaux promoveerde tot doctor in de rechten en werd advocaat. 
In 1940 vluchtte hij naar Engeland, op de Leopold II, die ook onder meer Kamiel Huysmans, Isabelle Blume en Max Buset aan boord had. Hij behoorde in Londen tot het kabinet van minister van Financiën Camille Gutt.
In 1946 werd Housiaux voor de PSB verkozen tot lid van de Kamer van volksvertegenwoordigers voor het arrondissement Hoei-Borgworm en volbracht dit mandaat tot in 1961. Vervolgens stapte hij over naar de Senaat, waar hij van 1961 tot 1971 als rechtstreeks gekozen senator voor het hetzelfde arrondissement zetelde. Daarna was hij van 1971 tot 1973 provinciaal senator voor de provincie Luik. Hij was in de Senaat fractievoorzitter van de socialistische fractie. Hij was ook voorzitter van de assemblee van de West-Europese Unie.
In de jaren 1960-1970 was hij voorzitter van de Werkgroep van de Raad van Europa voor de studie van de waterverontreiniging. Hij behoorde tot de pioniers van diegenen die de problemen van waterverontreiniging aanpakten, maar toen in 1968 een Europees Handvest over het Water werd goedgekeurd, was hij sceptisch over de concrete gevolgen, omdat de lidstaten tot niets verplicht werden. 
In 1959-1960 behoorde hij, namens de Belgische socialistische partij, tot de onderhandelaars op de ronde tafel voor de onafhankelijkheid van Belgisch-Congo.
Zijn zoon, Alexis Housiaux, werd burgemeester van Tihange.